# Micrerethista nigrapex
Micrerethista nigrapex är en fjärilsart som beskrevs av Davis 1998. Micrerethista nigrapex ingår i släktet Micrerethista och familjen äkta malar. Inga underarter finns listade i Catalogue of Life.